# George y el dragón
George y el dragón (título original en inglés, George and the Dragon) es una película de Estados Unidos y Alemania, dirigida por Tom Reeve en 2004 y protagonizada por Michael Clarke Duncan, James Purefoy, Patrick Swayze, Jean-Pierre Castaldi y Piper Perabo. Fue rodada en Luxemburgo y se basó en la leyenda de San Jorge y el dragón.
El diario español 20 minutos la calificó como «una espectacular producción».[cita requerida]

## Historia
Cuando el caballero George regresa de las Cruzadas a su Inglaterra natal, su único sueño es llevar una vida tranquila y en paz ocupándose de sus tierras. Pero para poder tomar posesión de las mismas tendrá que ayudar primero a encontrar a la hija del rey Edgar, que ha desaparecido misteriosamente. Junto a Garth de Guerney, prometido de la princesa Lunna, se lanzan en busca de ésta y, tras varias aventuras, la encuentran. Pero Lunna no está secuestrada, sino que está custodiando un huevo de dragón, que también es codiciado por un grupo de mercenarios. Lunna quiere mantener con vida el huevo, pero George es partidario de destruirlo. Garth, vista la falta de entusiasmo de Lunna respecto a su matrimonio, decide raptarla para luego arrebatar el trono al rey Edgar. Al final todos se verán implicados en una batalla en la que aparece un visitante inesperado: la madre del pequeño dragón.